# Huangtaolegai
Huangtaolegai (kinesiska: 黄陶勒盖, 黄陶勒盖乡) är en socken i Kina. Den ligger i den autonoma regionen Inre Mongoliet, i den norra delen av landet, omkring 310 kilometer sydväst om regionhuvudstaden Hohhot.
Genomsnittlig årsnederbörd är 566 millimeter. Den regnigaste månaden är juli, med i genomsnitt 157 mm nederbörd, och den torraste är december, med 2 mm nederbörd.